# 英国广播公司波斯语频道
英国广播公司波斯语频道（英語：BBC Persian Television，波斯語：‎）是英国广播公司（BBC）的一条波斯语新闻频道，2009年1月14日开播，是继BBC阿拉伯语频道之后，BBC开播的第二个对外非英语频道。该频道通过卫星，面向伊朗及阿富汗、塔吉克斯坦等国约一亿波斯语使用者播出。

## 概况
2006年，时任英国财政大臣、后成为英国首相的戈登·布朗在一次有关恐怖主义的演讲中宣布，BBC将新增设一个全新的伊朗电视频道。布朗称，新频道将用波斯语对伊朗进行广播，但其总部仍然设在英国伦敦。
BBC波斯语频道原计划在2008年初开播，后推迟至2009年1月14日。频道每天播出8小时（格林尼治时间13:30 - 21:30），以新闻及时事节目为主，也会播出以波斯语配音的、包括《英国疯狂汽车秀》（Top Gear）在内的BBC自制娱乐节目。为保证该电视频道的正常运作，英国外交和联邦事务部每年对其拨款1500万英镑。
时任BBC世界新闻部主任尼格尔·查普曼（Nigel Chapman）表示：“……随着社会的进步，电视节目日益成为伊朗民众获得新闻的最主要来源。我们在制作波斯语电视节目时，将保持客观，独立于英国政府的立场之外。”

## 被伊朗政府封杀
早在2006年1月，伊朗政府就全面封锁了BBC波斯语网站。数月后，伊朗对BBC波斯语广播节目也进行了干扰。BBC以及英国外交部均对此提出了抗议，要求伊朗政府立即恢复该网站的入网许可，保证伊朗公民可以自由浏览BBC公司的波斯语网页，但这一情况一直没有得到任何改变。而2009年开播的BBC波斯语频道，也未能逃脱被伊朗政府封杀的命运。在伊朗，个人收看卫星电视是违法的，故BBC波斯语频道被禁止在当地开展业务。该国情报部长称，BBC波斯语频道会“威胁伊朗国家安全”。由于伊朗政府的种种限制，BBC波斯语频道的内容仅能被少数卫星电视用户接收。
2009年6月伊朗大选及其引发的骚乱之后，Hot Bird卫星上的BBC波斯语频道信号受到干扰，迫使BBC开始同时使用其它卫星向伊朗播出波斯语节目。而2009年底伊朗改革派神学家大阿亚图拉侯赛因-阿里·蒙塔泽里逝世之后，BBC对此进行了大篇幅报道，导致BBC波斯语频道再次受到干扰，BBC甚至一度中止了该频道在Hot Bird卫星上的播出，而其它卫星上的BBC波斯语频道则继续播出。而在2010年BBC波斯语频道在Hot Bird卫星上复播之后，其信号依然不稳定，BBC甚至一度以检验图遮蔽节目画面，只播出节目的声音，直到2012年才恢复正常。
2012年2月，伊朗方面突然逮捕了BBC波斯语频道的6名伊朗籍雇员并威胁他们的家人，意图迫使这些记者退出BBC。同年3月，BBC遭到包括网络袭击在内的多种干扰，其用于向伊朗转播节目的2颗卫星一度瘫痪，BBC怀疑这可能是伊朗政府所为。而伊朗政府未对该事件做出评论。